# Frans Rietveld
Frans Rietveld (Rotterdam 28 december 1904 - Waalsdorpervlakte, 13 maart 1941) was een Nederlandse verzetsstrijder tijdens de Tweede Wereldoorlog.
Rietveld was schipper en werkte als slijper op de werf van Wilton-Fijenoord te Schiedam. Hij sloot zich aan bij de Geuzengroep rond Bernardus IJzerdraat en verrichtte velerlei verzetsactiviteiten.
Na zijn arrestatie op 29 november 1940 tot zijn dood zat Rietveld vast in het Huis van Bewaring in Scheveningen ('Oranjehotel'). Rietveld was een van de veroordeelden uit het Geuzenproces. Hij werd op de Waalsdorpervlakte gefusilleerd, samen met veertien andere "Geuzen" en drie deelnemers aan de Februari-staking.
Frans Rietveld is een van de achttien uit het gedicht Het lied der achttien dooden van Jan Campert. In Schiedam is een straat naar hem vernoemd, het Frans Rietveldpad.